# Strijkkwartet nr. 2 (Holmboe)
Vagn Holmboe voltooide zijn 'Strijkkwartet nr. 2 in 1949. 
Volgens zijn werkenlijst op opusnummer kwam dit strijkkwartet direct na Strijkkwartet nr. 1  (opus 46) en voor Strijkkwartet nr. 3 (opus 48); bij de inventarisatie van al zijn werken bleken er nog werken tussen te zitten zoals een Cantate nr. 7.
Het werk is geschreven in een classicistische stijl en verdeeld in vijf delen. Het eerste deel (Allegro fluente) kent een 12/8-maatsoort die wijzigt in een 4/4 en vervolgens weer terug. Deel 2 is een langzaam deel in Andante con moto e affettuoso. Deel 3 is het scherzo in het snelle prestotempo, ook hier een maatwisseling van 9/8 naar 3/4 en weer terug. Het vierde deel (Un poco adagio) is de aanloop naar het slotdeel (Allegro molto e leggiero). Dit deel kent de 5/4-maatindeling dat terug te voeren is op de voorliefde die Holmboe had voor muziek van de Balkan met componisten als Béla Bartók. 
Strijkkwartet nr. 2 is het eerste strijkkwartet van Holmboe dat tijdens een publieke uitvoering te horen was, het was 23 mei 1949. De première van zijn Strijkkwartet nr. 1 zou pas een jaar later volgen.
Bij de uitgave voor Dacapo Records in 1995 werd vermeld dat de strijkkwartetten na die van Carl Nielsen gezien werden als belangrijke strijkkwartetten binnen de Deense klassieke muziek. Desalniettemin bleven die opnemen zeker tot 2020 de enige opnamen. Gramophone raadde de uitgave aan bij liefhebbers van noordse muziek en hoorde klanken vergelijkbaar met Keith Tippett en Robert Simpson. 
Strijkkwartet nr. 1 · Strijkkwartet nr. 2 · Strijkkwartet nr. 3 · Strijkkwartet nr. 4 · Strijkkwartet nr. 5 · Strijkkwartet nr. 6 · Strijkkwartet nr. 7 · Strijkkwartet nr. 8 · Strijkkwartet nr. 9 · Strijkkwartet nr. 10 · Strijkkwartet nr. 11 · Strijkkwartet nr. 12 · Strijkkwartet nr. 13 · Strijkkwartet nr. 14 · Strijkkwartet nr. 15 · Strijkkwartet nr. 16 · Strijkkwartet nr. 17 · Strijkkwartet nr. 18 · Strijkkwartet nr. 19 · Strijkkwartet nr. 20
Ongenummerd: Sværm · Quartetto sereno